# Euno
Euno (in latino Eunus; in greco antico: Εὔνους?, Éunous; Apamea, ... – Morgantina, 132 a.C.) fu lo schiavo siciliano che guidò la prima guerra servile che scoppiò in Sicilia ―nella città di Enna― nel 136 a.C.

## Biografia
A quel tempo nell'isola i proprietari romani chiedevano ai contadini il pagamento di quote così alte del raccolto che questi non riuscivano a pagare il dovuto, finendo schiavi per debiti dei loro stessi usurai; questi uniti agli schiavi divenuti tali per altre cause, costituirono una massa difficile da controllare, e si erano formate bande di ex schiavi siciliani che arrivarono anche ad assaltare i mercanti.
La rivolta esplose nelle terre del possidente Damofilo che, favorendo i Romani, cercava di ottenere la cittadinanza romana per sfruttare meglio gli schiavi; Euno era ridotto in schiavitù nei suoi possedimenti, nei pressi di Enna; Damofilo fu ucciso, ed Euno fu proclamato re: organizzò la sua corte sul modello di quelle delle monarchie ellenistiche, si fece chiamare Antioco, nome comune nella dinastia siriana dei Seleucidi, e coniò anche monete con la sua effigie e altre figure. Rimase comunque un personaggio ambiguo, tra il ciarlatano e il profeta, legittimando la propria regalità mediante presunti contatti con la dea siriaca Atergate che gli sarebbe apparsa in sogno.
L'insurrezione si estese e il mandriano Cleone, dopo aver sollevato i siciliani ridotti in schiavitù nella zona di Agrigento, riconobbe Euno come re. L'esercito ribelle espugnò Morgantina (presso Aidone) e Taormina e continuò ad aumentare, arrivando, sembra, a contare 200.000 uomini. La guerra di liberazione degli schiavi fu totale: sconfissero più volte le legioni romane, fino al 133/132 a.C. e buttarono a mare i rinforzi inviati da Roma; quando la guerra in Lusitania fu sospesa il console Publio Rupilio fu inviato in Sicilia e gli ex schiavi siciliani accorsero a Messina per difendere la porta della Sicilia.
Ottomila ribelli morirono nella battaglia dello stretto per cercare di impedire l'ingresso in città dei Romani che, quando vi entrarono, crocifissero altre 8.000 persone. A Taormina Pisone non riuscì a superare le difese naturali della città. Rupilio, dopo aver assediato la popolazione sino alla fame, promise loro la salvezza dopo la resa. Non fu di parola: dopo essere entrato in città fece precipitare tutti i cittadini dalla rupe. Ad Enna fu compiuta la più grande strage che la Sicilia ricordi: 20.000 cittadini furono trucidati dentro le mura dopo una strenua resistenza.
Euno fu catturato e rinchiuso in carcere a Morgantina dove morì in prigionia.
(Epigrafe della statua  di Euno, eretta a Enna nel 1960 e collocata nel piazzale antistante il Castello di Lombardia)